# Американское общество против вивисекции
Американское общество против вивисекции, AAVS (англ. American Anti-Vivisection Society) — организация, созданная с целью достижения запрета для производителей медицинских и косметических препаратов в США на проведение исследований, экспериментов и испытаний, представляющих собой жестокое обращение с животными. Организация добивается улучшения жизни животных и сосуществования животных и человека посредством реформирования законодательства. Официально AAVS описывает свою миссию таким образом: «бескомпромиссно бороться и добиться запрета экспериментов на животных, а также любых других форм жестокого обращения с животными». С 1980 года — член Международной ассоциации против болезненных экспериментов на животных.

## История
Американское общество против вивисекции основано в 1883 году в Филадельфии группой людей, вдохновлённых незадолго до этого принятым в Великобритании Законом о защите животных. Первоначальной целью общества было регулирование использования животных в науке и обществе. Спустя несколько лет первостепенной задачей общества стал полный запрет вивисекции.
Основательницы общества — Кэролайн Эрл Уайт и Мэри Фрэнсис Лоуэлл — работали вместе со своими мужьями в обществе по предотвращению жестокого обращения с животными Пенсильвании (PSPCA), однако чувствовали, что могут добиться большего, и, в 1869 году, основали женское отделение PSPCA (WBPSPCA), сегодня известное как Гуманное общество женщин штата Пенсильвания.
Впервые испытания на животных в США начали проводиться в 1860—1870-х годах к большому разочарованию пионеров борьбы за права животных. Кэролайн Уайт отправилась в Лондон, чтобы встретиться с Фрэнсис Пауэр Кобб, возглавлявшей Victoria Street Society и добившейся принятия закона о защите животных от жестокости. Полная идей после общения с Кобб, в 1883 году Кэролайн реорганизовала WBPSPCA в Американское общество против вивисекции. Через два года группа предприняла первую попытку внесения изменений в законодательство, предложив законопроект об ограничении вивисекции. Проект был отклонен, но многие медики приняли сторону AAVS. С тех пор AAVS активно работает над просвещением общественности по вопросам, касающимся жестокого обращения с животными, а также сотрудничает с правительством США в части принятия законодательства о животных.

## Кампании

### Против вивисекции
Предметом наибольшего беспокойства AAVS является применение вивисекции в медицинских исследованиях. Вивисекция всегда означает, что опыт проводится на живом животном. Как и в любом эксперименте результат достигается путём проб и ошибок, и до конца опыта неизвестно, был ли он полезен. Поэтому движение против вивисекции это преимущественно моральная битва. Учёные полагают, что подобные эксперименты могут улучшить жизнь человека и что такой результат весомее риска жизнями животных. Антививисекционисты утверждают, что большинство таких опытов бесполезно, значительная часть работы может проведена на образцах клеток и тканей, и сама вивисекция является уже устаревшим методом исследования.
Мнения антививисекционистов и учёных относительно плюсов подобных экспериментов серьёзно расходятся. Изначально (и по сей день) протест против вивисекции вызван состраданием к животным, однако существует ещё один аспект. Это то, что доктор Пьетро Кроче назвал «новым антививисекционизмом» — неприятие вивисекции, основанное на медицинских и научных данных о существовании реальной опасности проведения экспериментов на животных при разработке человеческих препаратов. Как считает Кроче «экспериментальной модели человеческого вида не существует». Это означает, что результаты экспериментов, проведенных на животных, биологически отличающихся от людей, могут быть непригодны для человека.

### Против патентования животных
В связи с тем, что животные, используемые для экспериментов, отличаются от человека, многие из них подвергаются генетическим преобразованиям, чтобы в результате имитировать человеческие патологии. Авторы таких генетически модифицированных животных могут оформить на них правительственный патент. На сегодняшний день получено около 660 таких патентов на создание животных с признаками конкретных человеческих заболеваний. AAVS проводит кампанию за прекращение выдачи патентов на животных и уже добилось отзыва двух из них — на кроликов с патологией зрения для имитации синдрома сухого глаза и биглей с симптомами инфекции лёгких.

### Против клонирования животных
В последнее время AAVS также обеспокоена практикой клонирования животных. Это связано с тем, что успех клонирования животных составляет от 1 % до 4 %. Согласно исследованиям, наиболее распространённым результатом клонирования млекопитающих является их гибель или увечье. Кроме того, в случае разрешения клонирования животных для потребительских целей возникает обоснованный вопрос о допустимости разрешения клонирования человека.

## СМИ
Первым изданием организации стал созданный в 1892 году журнал Zoöphily. Журнал рассказывал о новостях по теме вивисекции и благополучия животных, «воодушевлял читателей на поддержку гуманного образования и сообщал о последних законодательных инициативах Общества». Издание несколько раз меняло название — на «Звёздный Крест» в 1922 году, «A-V» в 1939 году, и, наконец, «AV Magazine», под которым журнал выходил последние несколько лет. Также AAVS выпускает собственные радиопрограммы, среди которых «А у вас есть собака?», размещает рекламные ролики на радио и телевидении.

## Просвещение
С первых дней существования AAVS просвещение является одним из ключевых направлений её деятельности. Это не только информирование общественности о том, что представляет собой вивисекция и подобные ей эксперименты, но и детские образовательные программы, рассказывающие о гуманном отношении к животным.
В 1990 году AAVS открывает собственный отдел образования — Animalearn. Цель проекта — демонстрация того, что преподавание наук в учебных заведениях может обходиться без непосредственного использования животных и без таких процедур как препарирование. Animalearn проводит бесплатные семинары для педагогов, на которых рассказывает об альтернативных технологиях обучения, а также о необходимости включения в учебные программы изучения прав животных. В рамках кампании создан так называемый «научный банк» информации об инновационных технологиях обучения, позволяющих преподавателям и студентам изучить анатомию, физиологию, психологию «без травмирования животных, себя или Земли».